# 魯道夫·阿貝爾
魯道夫‧伊凡諾維奇‧艾伯爾（俄語：Рудольф Иванович Абель，1903年7月11日—1971年11月15日），真名威廉‧"威力"‧亨利霍維奇‧費雪（俄語：Ви́льям "Ви́лли" Ге́нрихович Фи́шер），是一位前蘇聯知名間諜，有「當代王牌間諜」之稱。他出生於英國，20歲就精通6門語言，包括德語、波蘭語及希伯來語。"魯道夫‧伊凡諾維奇‧艾伯爾"是費雪於1957年被起訴時所使用的稱號，同時也是他最知名的代號。
費雪出生在來自英國的俄羅斯流亡家庭，1920年代搬到俄羅斯並在蘇聯軍隊服役，然後1920到1930年間擔任過蘇聯情報局的對國外報務員。在第二次世界大戰期間，費雪參加情報局的反德行動時擔任類似教官的角色。戰後費雪加入克格勃，被派往往美國紐約並成為間諜網的其中一部份。
1957年，費雪涉及空心鎳幣案，被紐約的美國聯邦法院控訴為犯下三項陰謀罪的蘇聯間諜，並判處他於喬治亞亞特蘭大聯邦監獄服刑30年。 費雪在服刑僅僅四年後，就被當作交換美國U-2飛行員戰俘弗朗西斯·加里·鮑爾斯的籌碼。回到蘇聯後，他四處演講其生命經歷，直到1971年逝世，享年68歲。

## 早期生活
费雪于1903年7月11日出生於英國泰恩河畔纽卡斯尔本维尔（Benwell），出生时名为威廉·奥古斯特·费雪（William August Fisher），是海因里希·费雪（Heinrich Fisher）和柳博夫·费雪（Lyubov Fisher）的第二個兒子，其父親身為德裔俄籍的沙皇時代革命家，其母親则是俄國人的後代。费雪的父親作为一個革命激進分子，在聖彼得堡國立科技學院學習并追随弗拉基米爾·伊里奇·列寧，1896年，他因為叛亂被捕且被求處三年的外部流放，正當海因里希因為危害国家安全而服刑時，他被迫在1901年逃亡至英國，而逃過了因為逃兵而被流放至德國或在俄羅斯坐牢的命運。海因里希在英國時，身為一個布爾什維克派激進分子，為幫助無產階級從東北海岸運往波羅的海國家，他熱衷于軍火走私和武器的運輸。
费雪和他的哥哥亨利申請到了惠特利灣高中( Whitley Bay High School )和茫克西敦高中（Monkseaton High School）的獎學金，雖然费雪沒有他哥哥這麼用功，他卻嶄露了他從爸爸繼承的科學、數學、語言、藝術和音樂的天分，為了鼓勵孩子們喜歡音樂，费雪的父母教他們鋼琴，同時他也學會彈吉他，也就是這個時期费雪開始對無線電有興趣，並會組裝一些訊號發射器和接收器。
费雪在沃爾森德的斯万·亨特（Swan Hunter）成为一個學徒，並且修習了諾桑比亞大學的夜校課程，直到1920年申請到倫敦大學，但卻因為學費昂貴而作罷。1921年，隨著1917年俄國革命，费雪家庭從纽卡斯尔沿著泰恩河出發，並最終返回莫斯科。

## 早期職業生涯
费雪在跟隨他的家人返回俄羅斯後，由於他精通英文、俄文、德文、波蘭文及意第緒語，因此在共產國際擔任翻譯員。1925到1926年間，费雪受訓成報務員後在蘇聯紅軍的收報營工作。1927年，他到無線電研究所短暫工作，之後就被KGB的前身國家政治保衛總局募集。同年，他跟一位在莫斯科音樂學院學習豎琴的學生愛蓮娜‧列別潔娃結婚，並於1929年11月8日生下女兒艾弗琳。
费雪在會晤國家政治保衛總局時，總局認為他應該改成一個更有蘇聯味道的名字，因此他的名字從威廉‧奧古斯都‧费雪(William August Fisher)改為菲廉‧金立科維奇‧費舍爾(Vilyam Genrikhovich Fisher)。在接受招募後，他成為國家政治保衛總局的情報員，並在挪威、土耳其、英國和法國工作。他在1936年返回俄羅斯，暗中成為一所在非法區域訓練報務員學校的負責人，而其中的一位學生英裔俄籍的間諜 凱蒂‧哈里斯(Kitty Harris)未來因出版"擁有17個名字的間諜"而知名。
雖然他擁有國外出生的過去及其妹婿是托洛斯基主義者的指控，费雪仍驚險地逃脫了大清洗。但在1938年他仍被1934年取代國家政治保衛總局的内务人民委员部解雇。
在二次大戰期間，费雪在德國戰線擔任秘密訓練情報員的工作。1944年8月，费雪成為帕维尔·苏杜普拉图夫的門生，並且參與了一次蘇聯情報行動（Operation Scherhorn），苏杜普拉图夫之後形容這次作戰是"戰爭中最成功的無線電騙局"(the most successful radio deception game of the war)。费雪在此次對美國作戰行動中扮演的角色便被其上司認為是在蘇聯對國外情報局中的最高典範。

## 克格勃生涯
1946年間，费雪重返克格勃並以進入美國領土為目的而訓練成一名間諜。1948年10月，他利用蘇聯的護照從列寧格勒站旅遊至華沙，當他到達華沙後，他銷毀了自己的蘇聯護照並換成美國護照，經過捷克斯洛伐克和瑞士最後到達巴黎。他的新護照名字，也就是他的第一個假身分為安德魯·卡悠提斯（Andrew Kayotis）。安德魯·卡悠提斯本人生於立陶宛，后来移民并归化为美国公民。卡悠提斯曾經申請並獲得了進入蘇聯的旅遊簽證，但是苏联最後扣押了他的護照，最後卡悠提斯在立陶宛拜訪親戚時身體漸漸欠佳而去世。费雪以卡悠提斯的身份搭乘英國皇家賽西亞號（RMS Scythia）從勒阿弗爾前往魁北克，最後他利用卡悠提斯的護照一路經過蒙特利尔，並且在11月17日橫跨進入美國領土。
11月26日，他與苏联安插在美国的内应约瑟夫·格里古列维奇會面，格里古列维奇給费雪一個真正的出身證明、一個偽造的兵役卡、一張偽造的納稅證明及一千美元，所有的證明身分都是在艾米爾·戈德法斯（Emil Robert Goldfus）名下，费雪隨即繳回了卡悠提斯的護照和文件，並且採用戈德法斯的身分，行動代號為"馬克"(MARK)。真正的戈德法斯為1902年8月2日出生於紐約，僅僅在14個月前死亡，而戈德法斯的出身文件則是由內務人民委員部在西班牙內戰的尾聲時取得，目的就是要藉由蒐集國際旅客的身份文件從事間諜活動。
1949年7月，费雪跟一個提供金援的"真正的"蘇聯領事館克格勃員工會面，不久後费雪接到重新啟動志願者网络("Volunteer")，走私原子彈相關機密回苏联。 志願者网络的成員由於洛斯阿拉莫斯國家實驗室戰後安全的疑慮而停止活動。洛娜·科恩（行動代號"LESLE"）与其的丈夫莫里斯（行動代號"LUIS" 和 "VOLUNTEER"）經營著志願者网络並且扮演情報員的角色。1945年間，物理学家兼特工西奥多·霍尔（行動代號"MLAD"）竊取了洛斯阿拉莫斯國家實驗室的原子彈機密，和"Silver"幫助擴大网络募集到核能物理學家"Aden" 和"Serb"。费雪在第一年花了幾乎全部的時間在組織他自己的网络，他的去向和任务没有公开，但大家一直相信他是去了新墨西哥聖塔菲一個偷取曼哈頓計劃圖表的集合點。费雪在圣塔菲的前任门徒凯蒂·哈里斯（Kitty Harris）在战时花了一年時間傳遞物理學家的原子彈機密給情報員。在此期間，费雪拿到了紅旗勳章。
1950年，因為曾經在罗娜的网络當情報員的罗森堡夫妇被逮捕，费雪的非法住所便处于被发现的危险中，科恩夫婦兩人本來想利用彼得·克罗格和海伦·克罗格的身分在英國重新铺设情報網，事發後便在返回莫斯科之前迅速隱匿到墨西哥。最終费雪很慶幸罗森堡夫妇並沒有揭露有關於费雪的資訊，但對於他所建立的新情報網前途可谓道路坎坷。然而在1952年10月21日，雷诺·海罕南（行動代號"VIK")接獲莫斯科的指示，利用假名尤金·马基（Eugene Nikolai Maki）搭乘玛丽皇后号（RMS Queen Mary）前往紐約當费雪的助手，並且在中央公園上的路標留下圖釘通知费雪助手的到來。（真正的马基1919年生於美國，父亲是芬兰裔美国人，母亲则来自纽约。马基舉家在1927年移民至愛沙尼亞。1948年，海罕南被克格勃通知前往莫斯科接受新指派任務，1949年接收了马基的出身證明，並且在芬蘭花了三年的時間取代马基的身分。）
到達紐約之後海罕南花了兩年的時間建立個人形象，被人所知的他不常注意個人形象，酗酒且會跟他的芬蘭妻子汉娜吵架，在這期間他從布朗克斯和曼哈頓的情報點獲得上級傳遞的空心錢幣。六個月內海罕南不斷地確認路標上的圖釘和在他印象中發現空心錢幣的情報點但卻都沒有動靜，然而在這之前，他不小心把尚未打開的空心硬币有可能是拿去買報紙或是當作地铁车费使用。之后的七個月時間内该硬幣一直是以关闭的狀態在纽约流通，而最後是因為一個13歲的報童因為不小心把硬币掉在地上，硬币裂開，才揭發出擁有千萬序列數字的顯微照片。最後送報童把空心錢幣交給了紐約警局的探员，最後到達了联邦调查局的手中。在1953到1957年，花盡了所有力氣和方法，联邦调查局都無法解碼這個顯微照片之謎。
直到1953年，费雪遷移到布魯克林區並且在希克斯街的公寓租了一間房間，他也在富爾頓街的奧爾頓工作室大楼（Ovington Studios Building）租了一間位於5樓的工作室。由於他偽裝成一位藝術家及攝影師，大家也對他不正常的工作時間及時常不在工作室習以為常。慢慢地，他也變成了一位技術精湛的畫家，比起抽象派，他更喜歡傳統派的畫作。雖然他盡量小心避免去談斯大林主義的社会主义的现实主义，但他對一位俄籍畫家伊萨克·列维坦（Isaak Levitan）的欣賞引起了一位紐約藝術家的驚訝，兩人一拍即合。通常會來到费雪工作室的人僅限於他認為沒有嫌疑的藝術家朋友，包括布尔顿·西富尔曼（Burton Silverman）。费雪有時也會捏造他的生活经历，其中包括波士頓的一個會計師或西北太平洋中的一個樵夫。
1954年，海罕南開始成為费雪的助手，他負責把聯合國秘書處的一位特務手中的報告傳遞收集到集合點的箱子，然而因為海罕南對工作缺乏使命感并酗酒，因此報告也從來沒被送達過，1955年春天，费雪和海罕南前往熊山國家公園，為一位1951年被判處三十年刑期的蘇聯間諜莫顿·索贝尔（Morton Sobell） 埋了五千美元。
1955年，因為持續的壓力，费雪最終回到了莫斯科休養6個月，并把身邊的事物交給海罕南打理。回到莫斯科後，费雪對他的上司表達了對海罕南的不滿。當1956年他再度回到紐約時，他發現不在的這段期間，他辛辛苦苦建立的情報網殘破不堪，當他檢查他的情報集合點只發現幾則幾個月前留下的訊息，這些訊息是從海罕南的無線傳輸機從同個地點和錯誤的頻道重複地發出。所有海罕南從克格勃得到幫助建立情報網的经费都被他花去買酒和嫖妓。
1957年初，费雪對海罕南的耐心已超出極限，並且通知莫斯科當局撤銷他副手的職位。1957年一月， 海罕南收到了從莫斯科當局寄來的中校升職通知且准許他留在蘇聯，海罕南聽到他即將回到莫斯科的消息後，他深怕會被處分或判刑，因此海罕南編造了一個故事合理化他延遲回歸的原因，他對费雪說FBI已得知他要搭乘玛丽皇后号的消息，费雪毫不考慮地建議海罕南趕緊離開美國，避免FBI的監視，並且交給了海罕南兩百美金當作旅遊盤纏。在他離開前，海罕南返回熊山國家公園把埋藏起來的五千美元占為己有。海罕南在國際勞工節時從美國搭乘自由号（La Liberté）號到達巴黎，他又跟克格勃處連絡並且獲得額外的二百元作為去莫斯科的旅費。四天後，取代他原本應前往蘇聯的行程，他進入了在巴黎的美國大使館，並且宣稱他是克格勃的官員欲請求政治庇護。
當海罕南5月4號在大使館現身時，顯然地滿身酒味，在巴黎的大使館中央情报局辦公處並沒找出海罕南所說的故事可信之處，除非他能打開一個空心的芬蘭50芬尼硬幣，不然他們都不相信海罕南是蘇聯的間諜。5月11日，當打開硬幣裡的正方型縮微字碼時，中央情报局把他遣回美國並且交由联邦调查局管理，並且且在联邦调查局的看管下，他們開始證實海罕南是蘇聯間諜在美國領土上情報網中一員的故事的真實性。
當他到達美國後，海罕南在審問的過程中表現非常合作，他指認蘇聯第一次跟紐約接觸是一位名为西维尔林（Mikhail Svirin，行動代碼"MIKHAIL"）的特務，並且展现了一系列其本人的照片，然而西维尔林早就已經在兩年前返回莫斯科，因此联邦调查局集中精力研究取代他的人。海罕南也供出了费雪的行動代碼"MARK"和其特徵描述，同時他也能跟联邦调查局講述他工作室的地點，最重要的是他能解開联邦调查局四年都解不開的神祕空心錢幣。
克格勃直到八月才發現海罕南叛變，但海罕南並未到達莫斯科的消息更可能讓费雪更早知道這件事情。保險起見，费雪接到離開美國的命令，而逃亡的路程非常困難，假設"MARK"被海罕南指認出來，那麼费雪其他的身分也有可能被洩漏，他無法使用马丁·柯林斯（Martin Collins）、戈德法斯，甚至長久被遺忘的卡悠提斯離開。克格勃中心协同在渥太華克格勃辦事處為费雪弄到了兩本新護照，名字分別是罗伯特·卡兰（Robert Callan）和瓦西里·多格尔（Vasili Dzogol），但過程需要一點時間，最後加拿大共产党成功地拿到了名字為罗伯特·卡兰的新護照，然而费雪卻永遠沒有機會使用這個新身分，因為在這之前费雪就在美國被逮捕了。

## 被逮捕期間
1957年4月，费雪告訴他的藝術家朋友他即將往南享受七個禮拜的度假。不到三個禮拜，由於海罕南洩漏的資訊，费雪的工作室周圍被全面監視。
1957年5月28日，FBI特務在富爾頓街對面的小公園發現一名行為舉止緊張的男子，男子不時地起身、走動，最終離去。FBI特務證實了這名男子符合"MARK"的特徵。"MARK"的監視一直持續到6月13號的晚上10點，此時可以看到一道光從费雪的工作室顯現。
1957年6月15日，FBI秀給海罕南看用隱藏攝影機所拍到的费雪，海罕南證實並指認照片中的人就是"MARK"。FBI經過確認後更進一步的監視，從费雪的工作室跟蹤他到萊瑟姆飯店。事實上费雪早就發現被尾隨，但他沒有護照無法離開美國，因此他改變計畫乾脆就被逮捕，费雪仍相信著KGB，所以決定不變成像海罕南一樣的背叛者，因為他知道如果跟FBI合作，他將永遠見不到他的妻子和女兒。
1957年6月21日早上7點，费雪去應接了他的房間——839房的房門。當門一打開，FBI探員將被稱為"上校"的费雪壓制並且聲稱他有涉及間諜活動的資訊。费雪知道FBI所用的軍階稱呼儘可能是從海罕南得知。费雪並沒有跟FBI多說甚麼，並且被盯著看管23分鐘，最後交由一旁等待的美国移民及归化局官員以移民與國籍法第242條逮捕。
费雪接著飛到了德克薩斯州麥卡倫的聯邦外國人拘留所，並且待在裡頭六個禮拜。在這期間，费雪宣稱他的真名是魯道夫·伊凡诺维奇·艾伯爾，是一名蘇聯公民，並拒絕討論他從事的情報活動， "魯道夫·伊凡诺维奇·艾伯爾"這個名字是一位已经过世的KGB上校。费雪知道諜報中心看到美國的報紙上刊登艾伯爾這個名字就會知道他已經被逮捕了。
在费雪被拘留期間，FBI忙於搜索其飯店的房間和工作室，他們找到了很多間諜活動相關設備，包括短波無線電、密碼墊、相機、製造微點的膠片、空心刷，還有數個騙人裝有空心螺絲的盒子。FBI在费雪住的飯店內找到了四千美金、一個裝有250頁俄文密碼簿的空心檀木盒、一支裝有加密訊息微型紙張的空心鉛筆和一把裝有一萬五美金的保險箱的鑰匙，同時發現許多Cohen的照片和很多前所未見的特務間通關密語。
费雪在這之後便不再被認為是非法外國人，而是間諜，1957年8月7日，為了答覆起訴書，费雪從德州飛往紐約，同時以苏联間諜身分受審。布魯克林律師協會開始聯絡許多曾接觸過政治訴訟著名的律師，但他們都拒絕此案的委託，接著協會聯繫了詹姆士·唐納文，因為他有曾經在战略情报局擔任律師顧問和幾年在法庭的經驗，律師協會相信唐納文有著獨一無二的條件擔任费雪的辯護律師。在與唐納文第一次的會面時，费雪就接受他成為自己的辯護顧問。
1957年10月，费雪被紐約市聯邦法庭以下列三條罪名起诉：
- 企圖傳遞國防資訊給蘇聯 -- 30年有期徒刑
- 企圖取得國防資訊 -- 10年有期徒刑
- 企圖在沒有告知國務卿的情況下以外國政府特務的身分在美國領土活動 -- 5年有期徒刑

费雪的前助理海罕南在法庭上指認他，而檢察官並沒有找到其他费雪間諜情報網的成員。陪審團經過三個小時半的討論後，在1957年10月25日下午裁定三項起訴都有罪。1957年11月11日，法官Mortimer W. Byers判定费雪總共30年有期徒刑加以罰金3000美元。
费雪以囚犯80016–A的身分在喬治亞州亞特蘭大聯邦監獄服刑。他試著讓自己變的忙碌，利用畫畫、學習刷墨畫、下西洋象棋和單純地抄寫對數表當娛樂。他和其他兩位被定罪的蘇聯間諜變成朋友，其中一個是摩頓·索貝爾(Morton Sobell)，也就是本來要藏五千塊美金給其妻子花用卻被海罕南挪用的那位特務，而另一位是科特·旁格(Kurt Ponger)，一位被以從事間諜共謀定罪的奥地利人。

## 釋放後的生活
费雪只服了四年刑期，1962年2月10日，他被拿來交換被擊落的U-2戰鬥機美國飛行員弗朗西斯·加里·鮑爾斯，交換地點是連接著西柏林和波茨坦的格林尼克橋。剛好在同一時間，東德史塔西在查理檢查哨釋放了美籍經濟系學生弗雷德瑞克·普萊爾。過了幾天之後，费雪飛回家與他的妻子愛蓮娜及女兒艾弗林重逢。回到苏联后，为了表彰费雪的卓越功绩，苏联最高苏维埃授予费雪一枚列宁勋章，并命名他为苏联英雄。费雪从秘密战场的第一线退下来后，没有消极在家里休养，而是积极从事间谍的培训工作，把他自己几十年从事情报工作的经验传授给后人。他曾经担任苏联电影死亡季节的顾问。1971年费雪因常年吸烟死于肺癌，葬于莫斯科西南方的顿斯科伊墓地。

## 相关电影
- 間諜之橋，2015年史蒂文·斯皮尔伯格执导，汤姆·汉克斯、马克·里朗斯主演，马克·里朗斯扮演魯道夫·阿貝爾，并因此获得了奥斯卡最佳男配角奖。